# Greg Somogyi
Gergely István Somogyi (Budapest, 1º ottobre 1989) è un ex cestista ungherese.